# Augusta Salling

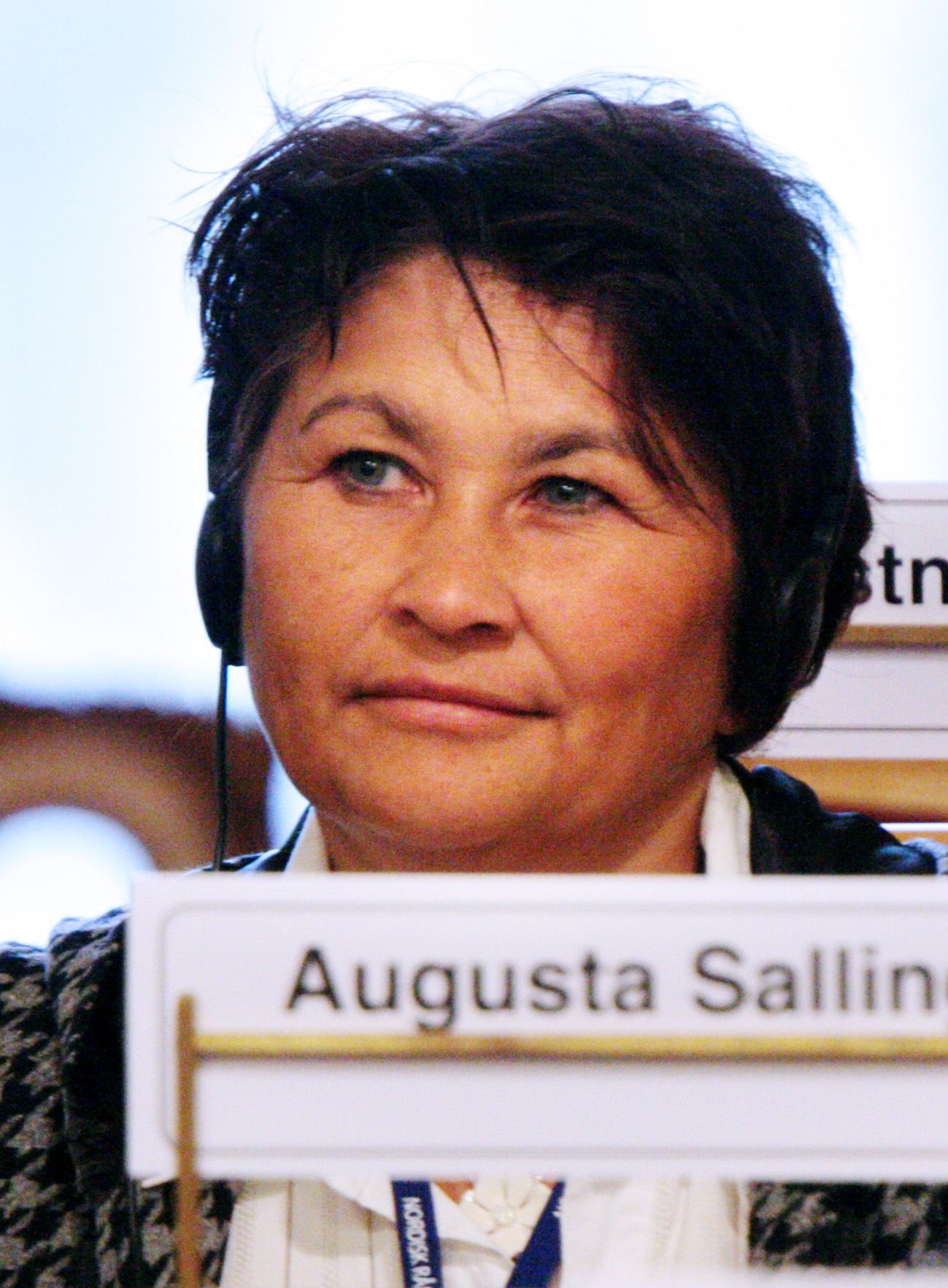
Augusta Salling (2007)

Augusta Grethe Bolethe Friis-Salling (geb. Lund; * 23. September 1954 in Inneruulalik) ist eine grönländische Politikerin.

## Leben
Augusta Salling ist die Tochter des Schafzüchters Christian Adolf „Dolfe“ Lund (1912–2010) und seiner Frau Marie-Kathrine Lund († 1991). Über ihren Vater war sie die Enkelin des Dichters Henrik Lund (1875–1948) uns seiner Frau Karoline Malene Justine Haldora Egede (1877–1979). Ihre Großmutter und ihr Vater gehören zu den ältesten Grönländern jemals. Ihr jüngerer Bruder ist Kalistat Lund (* 1959). Augusta heiratete am 12. April 1982 den Fischer Jens Kristian Friis Salling (* 1949), der heute der reichste Grönländer ist. Aus der Ehe ging unter anderem die Sportlerin Laila Friis-Salling (* 1985) hervor.
Augusta Salling wuchs in der Schäfersiedlung ihres Vaters auf und besuchte die Schule in Narsaq. Später lernte sie in Nuuk und schloss 1980 dort eine Lehrerausbildung an Grønlands Seminarium ab. Anschließend war sie von 1980 bis 1985 Lehrerin und später Schulinspektorin in Qeqertarsuaq. Von 1986 bis 1993 war sie Direktorin des Fischereiunternehmens Disko Havfiskeri.
1993 wurde sie für die Akulliit Partiiat zur Bürgermeisterin der Gemeinde Qeqertarsuaq ernannt. Ab 1997 war sie einfaches Ratsmitglied. Bei der Parlamentswahl 1999 wurde sie für die Atassut ins Inatsisartut gewählt. Im Dezember 2001 wurde sie zur Wirtschaftsministerin im Kabinett Motzfeldt VIII ernannt. Im April 2002 wurde sie zur Parteivorsitzenden ernannt, wobei sie die erste Frau war, die in Grönland eine Partei leitete. Bei der Parlamentswahl 2002 wurde sie erneut ins Parlament gewählt. Nur einen Monat nach der Wahl zerbrach die im Dezember 2002 gebildete Regierung und die Atassut wurde wieder Teil der Regierung, woraufhin Augusta Salling im Januar 2003 ihr Ministerium, das nun Finanzministerium hieß, im Kabinett Enoksen II zurückerhielt. Die Regierung blieb aber nur bis September 2003 im Amt. Bei der Kommunalwahl 2005 wurde sie erneut in den Rat der Gemeinde Qeqertarsuaq gewählt und wieder zur Bürgermeisterin ernannt, woraufhin sie den Parteivorsitz abgab. Bei der Folketingswahl 2005 kandidierte sie erfolglos. Im selben Jahr wurde sie bei der Parlamentswahl 2005 erneut ins Inatsisartut gewählt. Im Mai 2007 koalierten Siumut und Inuit Ataqatigiit in der Gemeinde, woraufhin die Atassut mit Augusta Salling die Mehrheit im Gemeinderat verlor. Sie blieb dennoch Bürgermeisterin. Bei der Kommunalwahl 2008 und der Parlamentswahl 2009 trat sie nicht mehr an.